# Berendt Sifwertson
Berendt Sifwertson (Bärendt), var en snickarmästare och bildsnidare verksam omkring 1600-talets mitt.
Berendt Sifwertson har i litteraturen omnämnts som Bärendt snickare eller Mäster Bern och man stöter på hans namn första gången på Visingsö där han 1634 fick i uppdrag av Per Brahe att förfärdiga Brahekyrkans altartavla. Han högg även en dopfunt och monterade predikstolen och iordningställde bänkfasaderna samt Brahes egna stolar framme vid koret. Efter att han fullföljt sina uppdrag för Brahe flyttade han 1642 till Vendels socken och något senare som universitetssnickare vid Uppsala universitet. Vid sidan av sina uppdrag från universitetet utförde han privata arbeten bland annat för Sigrid Bielke på närbelägna Örbyhus. Hans privata arbeten medförde att han kom i konflikt med skråstadgan eftersom han inte var ansluten till något skrå eller var mästare vid något ämbete. Han vann trots avsaknaden av skråtillhörighet burskap i Uppsala 1645 och blev omkring 1655 ålderman i Uppsala snickarämbete. I Uppland var hans verksamhet främst inriktad på kyrkor och adelns bostäder. Bland hans bevarade arbeten märks predikstolar i Rasbokil och Balingsta kyrkor. På Per Brahes rekommendation beviljades han 1667 skattefrihet i Uppsala och samma år dömdes han till fängelse och böter efter att beskyllt Claes Rålamb på Länna för att vara en dålig betalare. Han var verksam vid Skokloster 1668 men försvinner därefter ur källorna. Hans altartavla i Brahekyrkan har av eftervärlden bedömts ha en osäker proportionering med en förvirrande blandning av olika ornament. Predikstolarna i Rasbokils och Balingsta kyrkor är mer säkert komponerade. Senare forskning har dock hävdat att figurerna på predikstolarna är skurna av Hans Hebel men detta styrks inte i några arkivariska källor. Utöver ovan arbeten tillskrivs Berendt Sifwertson även predikstolen i Västeråkers kyrka även om senare forskning av Bengt Thordeman vill tillskriva även den till Hans Hebel.